# أغنية للسلام
| لغة الأصل: العبرية | الترجمة العربية |
| --- | --- |
| "תְּנוּ לַשֶּׁמֶש לַחֲדֹר מִבַּעַד לַפְּרָחִים, אַל תַּבִּיטוּ לְאָחוֹר הַנִיחוּ לָהוֹלְכִים. שְׂאוּ עֵינַיִם בְּתִקְוָה, לֹא דֶּרֶךְ כַּוָּנוֹת. שִׁירוּ שִׁיר לָאַהֲבָה וְלֹא לַמִּלְחָמוֹת." | "دَعُوا الشَّمْسَ تَخْتَرِقُ بَيْنَ الزُّهُورِ، لَا تَنْظُرُوا لِلْوَرَاءِ اتْرُكُوا الرَّاحِلِينَ. ارْفَعُوا أَعْيُنَكُمْ بِأَمَلٍ، لَيْسَ عَبْرَ فُوهَاتِ الْبَنَادِقِ. غَنُّوا أُغْنِيَةً لِلْحُبِّ وَلَيْسَ لِلْحُرُوبِ." |

"أغنية السلام" (أغنية للسلام, שִׁיר לַשָׁלוֹם) هي أغنية عبرية كتبها يانكيلا روتبليت ولحنها يائير روزنبلوم. تم غنائها لأول مرة في عام 1969 ، أثناء حرب الاستنزاف ، من قبل فرقة نحال، مع العازفة المنفردة ميري ألوني  .
كانت الأغنية في الأصل مخصصة لفرقة البحرية ، لكن روزنبلوم، الذي قام بتأليف الأغنية وأرسلها إلى الفرقة من مقر إقامته في لندن ، أصر على ترتيبها بنفسه. رفض المدير الموسيقي لفرقة البحرية، بيني نيغري ، هذا الطلب، وقام روزنبلوم بتسليم الأغنية إلى فرقة ناهال، التي كان قد عمل معها لفترة طويلة من قبل.
وفيما يتعلق بكتابة أغنية للسلام خصيصًا لفرقة عسكرية، قال روتبليت إن جيش الدفاع الإسرائيلي ناضل من أجل تحقيق السلام في نهاية المطاف. وكان روتبليت نفسه قد أصيب في معركة أبو طور في حرب الأيام الستة ، ورأى أن السلام هو شيء يتوق إليه.
 
يعود الفضل في الترتيب إلى الملحن يائير روزنبلوم، لكن داني ساندرسون يشهد أنه قام بترتيب وتأليف افتتاحية الروك، والتي كانت علامة بارزة في الانتقال من ما يسمى " أغاني أرض إسرائيل " التي تم التعرف عليها مع أكورديون روزنبلوم، إلى موسيقى الروك.
تعبر الأغنية عن الشوق للسلام، وتنعى الذين سقطوا في المعركة، وتتحدث على ما يبدو نيابة عن الساقطين. تزعزع الأغنية ثقافة الشجى (الثكل) في إسرائيل، وتدعو من بقوا على قيد الحياة إلى السعي نحو السلام.. ومن بين أمور أخرى، فإن كلمات الأغنية، على سبيل المثال، تلغي عادة تلاوة صلاة الكاديش على القبر: "إن فضل الصلاة لن يعيدنا". وتتعارض كلمات الأغنية أيضًا مع روح إحياء ذكرى الجنود الساقطين، على سبيل المثال: "دع الشمس تخترق الزهور" (- على القبر)؛ كما يستخدمون مفاهيم من ميدان الحرب، ويجعلونها زائدة عن الحاجة، على سبيل المثال: "ارفعوا أعينكم بالأمل، لا بالنوايا" (- نوايا البندقية)". تعارض كلمات الأغاني "أغاني الحرب" التي تمجد ثقافة الحرب، وتدعو بدلاً من ذلك إلى أغاني الحب: "غنوا أغنية حب، لا أغنية حرب".
تحمل الأغنية خصائص النشيد الوطني ، في إيقاعها وكلماتها، وكلماتها تشير إلى الحشد، داعية إلى العمل، في صيغة الأمر والجمع ("وفي جميع الساحات / هتفوا للسلام فقط").

## الوضع الخاص للأغنية
منذ الأيام الأولى لإطلاقها، أثارت الأغنية جدلاً واسعاً. لقد تعاطف كثيرون مع رسالة السلام المنبثقة من سطوره، وبالتحديد في الأيام التي كانت فيها ما اعتبرها البعض في الرأي العام "استبداداً إسرائيلياً" بعد حرب الأيام الستة في ذروتها، وقبل أن يمر الرأي العام الإسرائيلي بصدمة حرب يوم الغفران . ويرى البعض أن هذا الخطاب بمثابة صدى لخطاب "جبل المشارف " الذي ألقاه رئيس الأركان إسحاق رابين ، والذي احتفل فيه بالتضحية الشخصية التي قدمها الساقطون، وكذلك الثمن الذي دفعه العدو، إلى جانب النصر الكبير في الحرب.
أصبحت الأغنية نشيدًا سياسيًا غير رسمي لحركات السلام الإسرائيلية (مثل " السلام الآن ")، وبدءًا من عام 1974 (بعد حرب يوم الغفران)، تم غنائها في التجمعات والمظاهرات، مصحوبة أحيانًا بنسخة باللغة العربية . ابتكرت حركة ميرتس شعارًا انتخابيًا من الخطوط الأمامية في أغنية "لتشرق الشمس": "لتشرق ميرتس". في انتخابات عام 1996 ، تم أداء هذه الأغنية كجزء من إعلان حركة زهافا بن ودانا بيرغر .
تم غناء الأغنية في المظاهرة الكبيرة ضد جولدا مائير في عام 1974، وأيضا في عام 1977 (بعد وصول الليكود إلى السلطة )، وفي نهاية مسيرة السلام في ساحة مالكي إسرائيل في 4 نوفمبر 1995 ، والتي قام بأدائها ميري ألوني ، إسحاق رابين ، شمعون بيريز ، جيفاترون ، وإيروسيم . وفي نهاية ذلك التجمع، اغتيل إسحاق رابين ، وتم العثور على الصفحة التي تحتوي على كلمات الأغنية، والتي كانت في جيب قميصه، ملطخة بدمائه. ومنذ ذلك الحين أصبحت أغنية "أغنية السلام" أحد رموز ذكرى رابين، وأحد ممثلي إرثه.

## روابط خارجية
- كلمات أغنية "شير لشالوم" (أغنية للسلام) على LyricsTranslate (باللغة العربية)
- صفحة مخصصة للأغنية على موقع يعنكله روتبليط، تتضمن كلمات الأغنية وأوتار العزف وترجمات بلغات متعددة.
- أغنية السلام بأداء فرقة "شِير أدماه" (أغنية الأرض)
- بودكاست "أغنية واحدة" – فرقة ناحال تؤدي "أغنية للسلام"، من إنتاج قناة كان، 3 أبريل 2023
- القصة الكاملة وراء "أغنية للسلام" – من موقع قناة كان، 9 أبريل 2023
- تحليل للأغنية بقلم دافيد بيرتس – من موسوعة "فسكول"

1. ↑  مع أعضاء الفرقة الآخرين الذين خدموا في نفس الدورة وشاركوا في تسجيل الأغنية: غيدي غوف، ياردينا أرزي، أفرايم شامير، ليئا لوفتين، داني سندرسون، روتي هولتسمان، ألون أولارتشيك، تمي عزريا، مئير فنغشتاين، يوفال دوري، شمعون فايتسمان، إيتسيك بن ملك، داليا هورِسكي، أموطس برونتمن، يوفال حَبَتسلِت وعاموس تلشير.
2. ↑  نهاية موسم البرتقال، الحلقة 1، 1998
3. ↑  "مقابلة مع رينو تسرور في برنامج "عبر إسرائيل"". YouTube. مؤرشف من الأصل في 2025-01-19. {{استشهاد ويب}}: تجاهل المحلل الوسيط |معلومات إضافية= لأنه غير معروف (مساعدة)
4. ↑  "فيلم وثائقي من إنتاج "مفعال هبايس" عن داني سندرسون، تقديم يوآف كوتنر (النسخة الكاملة)". اطلع عليه بتاريخ 2025-05-15. {{استشهاد ويب}}: تجاهل المحلل الوسيط |ملاحظة= لأنه غير معروف (مساعدة)

[[تصنيف:أعمال مناهضة للحرب]]
[[تصنيف:أغاني ضد الحرب]]
[[تصنيف:أغان باللغة العبرية]]
[[تصنيف:أغاني 1969]
]